# Battaglia dell'Authion
La battaglia dell'Authion ebbe luogo tra il 10 e il 12 aprile 1945, nella fase finale della seconda guerra mondiale, sull'arco occidentale alpino. Il Governo provvisorio della Repubblica francese inviò reparti della France libre tra le Alpi francesi per occupare un importante passo che dalla Francia meridionale conduce in Italia: a questo scopo divenne cruciale la conquista del Massiccio dell'Authion alto 2 080 metri, presidiato da forze tedesche e italiane, determinate, ma indebolite. La battaglia assunse un carattere disperato per i difensori che, dopo due giorni, preferirono ripiegare.

## Le difese tedesche sul massiccio dell'Authion
Il massiccio dell'Authion si situa a 2 080 metri s.l.d.m.e la sua cima si erge al di sopra delle alture circostanti per 1,5 chilometri, favorendo un'ottima visuale sulle valli alpine di Cairos, circondate da ripidi pendii e burroni disboscati; l'arduo accesso è possibile solo attraverso un percorso strategico di tornanti, appoggiato per lo più a creste rocciose. Questa catena montuosa era punteggiata da importanti opere militari, vale a dire, la Forca a nord e la Milles Fourches a sud: si trattava di robuste opere difensive in calcestruzzo, poi coperte da diversi metri di terra e chiuse da alti cancelli e un profondo fossato. Ad est e nord-est dei forti si trovavano tre piccoli paesi. L'Authion era quindi di importanza strategica decisiva in questa parte delle Alpi e, pertanto, il comando tedesco in Italia aveva concentrato la difesa dell'intera area sul massiccio: le fortificazioni erano presidiate da un battaglione bavarese, appartenente alla 34ª Infanterie-Division, mentre le zone ai lati erano battute da pezzi d'artiglieria. I tedeschi avevano predisposto delle riserve nella valle della Roya, pronte a intervenire ovunque si fosse palesata una penetrazione nemica, per cui avevano rinforzato la linea difensiva con trincee, filo spinato e campi di mine anticarro.

## Preparativi
All'inizio dell'aprile 1945 i tedeschi erano stati informati sui preparativi degli Alleati per un'offensiva finale lungo il fronte della già intaccata Linea Gotica. Altri indizi suggerivano azioni secondarie sull'arco alpino occidentale tentando poi di rafforzarlo: il massiccio dell'Authion fu tra i punti meglio fortificati dai tedeschi, appoggiate da reparti della Repubblica Sociale Italiana. Nel frattempo il feldmaresciallo Sir Harold Alexander, responsabile di tutte le operazioni degli Alleati nel teatro operativo del Mediterraneo, aveva autorizzato un'offensiva limitata dal versante francese delle Alpi verso est. Inizialmente prevista per il 9 aprile 1945, l'operazione fu posposta a ventiquattr'ore a causa del clima particolarmente sfavorevole: l'attacco fu affidato alla 1ª Divisione fanteria del Governo provvisorio francese, la quale aveva ricevuto rinforzi nelle settimane precedenti allo scopo di conquistare il prima possibile, sia l'Authion che le alture circostanti.

## La battaglia

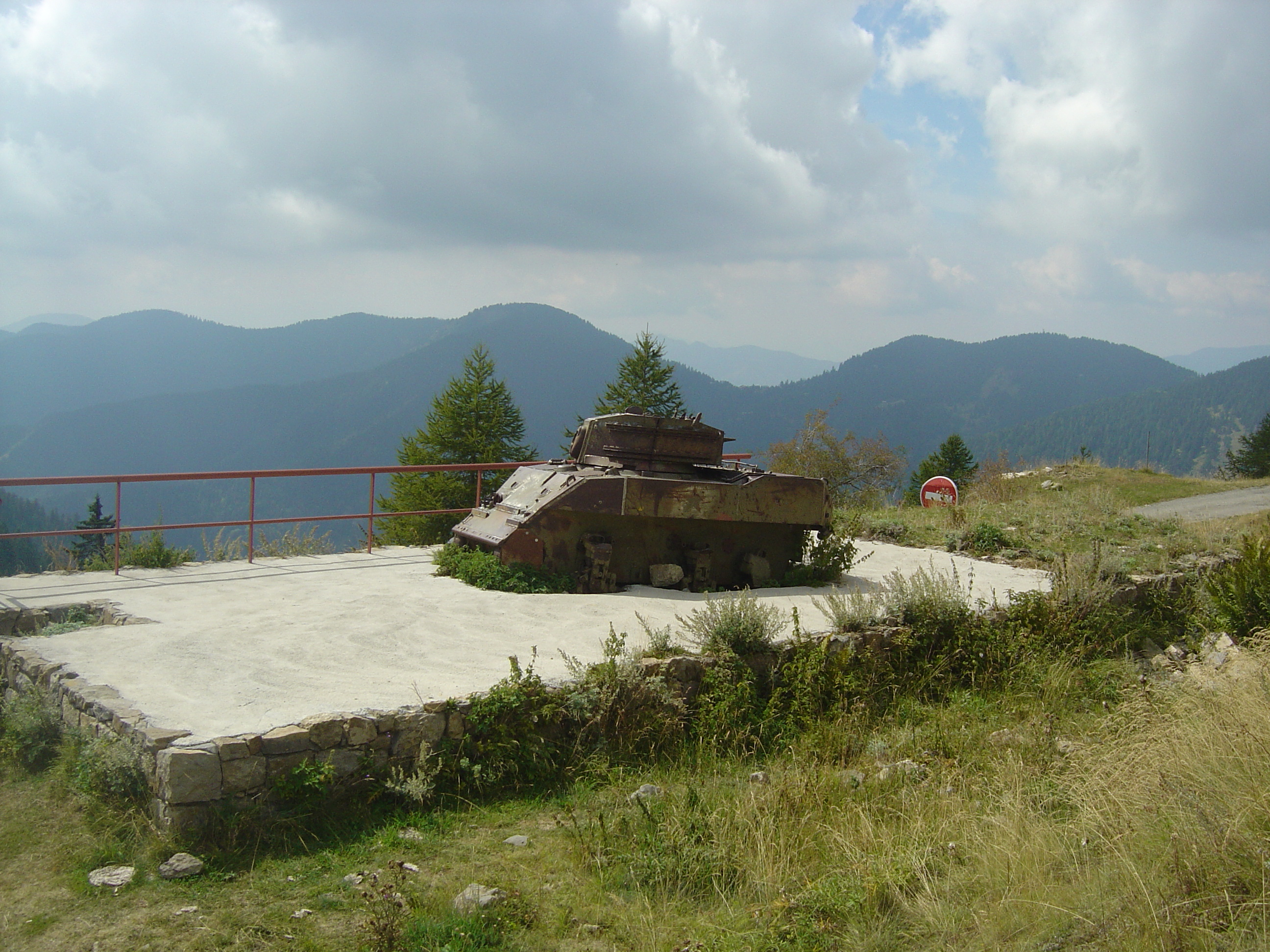
Lo scafo danneggiato di un M3/M5 Stuart, conservato come monumento a Cabanes-Vieilles

Alle 09:15 del 10 aprile 1945 l'artiglieria francese piazzata a Peira Cava bombardò sistematicamente il Fort de la Forca, senza tuttavia arrecare danni apprezzabili; infatti i pezzi impiegati erano di calibro insufficiente per riuscire a penetrare le spesse mura di cemento armato delle opere difensive. Ciononostante, alle 09:30 si misero in marcia da Tueis due compagnie del Bataillon d'Infanterie de Marine du Pacifique (BIMP). Una delle due compagnie puntò direttamente alla cresta dello sperone situato tra Fort de la Forca e i Tre Comuni situato a nord, un picco alto 2 068 metri, ma fu incapace di avanzare a causa degli sbarramenti di filo spinato e del fitto fuoco di armi automatiche, installate in posizioni preparate sul pendio. Lo sperone Piton, più a nord, fu a sua volta bersagliato quasi subito da una torretta corazzata tedesca, che tenne a bada la progressione francese; i soldati francesi non ripiegarono cercando di sfruttare al meglio i crateri lasciati dai proietti di artiglieria, ma l'intervento di mortai tedeschi provocò tra gli alleati notevoli perdite; pochi uomini rimasero totalmente illesi, mentre i rinforzi sarebbero arrivati solo quindici minuti più tardi.
Alle 17:30, con il supporto di una sezione d'assalto, la torretta corazzata venne distrutta, quindi tutto lo sperone poteva essere occupato. L'altra compagnia approfittò dei feroci combattimenti per infiltrarsi nella strada di montagna verso Cabanes Vieilles, passando senza essere catturata a dei fuochi di sbarramento dei forti di Forca e Milles Fourches. La compagnia del comandante Barberot usò un bulldozer per rendere percorribile la rotta ai carri armati leggeri.
Più a destra, una compagnia della BMIX, il cui obiettivo era il capo di Vaiercaout, incontrò una forte resistenza dei tedeschi che li costrinse a rimanere aggrappati ad un pendio impedendogli di raggiungere la cima dello sperone. Un'altra compagnia della BMXI, mentre saliva le creste rocciose del Monte Giagiabella, fu attaccata per cui dovette ritirarsi fino al suo punto di partenza.
A nord una compagnia di sciatori del RIA 3, attaccata al battaglione, raggiunse la vetta di Rauss. Circa 17 ore dopo l'inizio della battaglia, la 4ª brigata del Lower Camp Silver permise a una compagnia della BM21, rinforzata con una sezione d'assalto, di rimuovere la struttura in cemento armato del Col de Rauss.
A sud, il lavoro della 2ª brigata, al fine di coprire la giusta pendenza dell'operazione principale, era quasi completo, così un gruppo di 2 battaglioni nordafricani comandati dal Bertrand, conquistò Mangiapo. Alle 19:00, una compagnia del 4º battaglione della BM4, del comandante Buttin, occupò la cima di Bosc. A mezzogiorno un violento attacco contro i tedeschi a partire dalla Croce Cougoule, li costrinse ad abbandonare la vetta. Un'altra compagnia BM4, rafforzando elementi di una sezione d'assalto, attaccò il col de Brouis, ma subì pesanti perdite.
I risultati del primo giorno furono piuttosto modesti, gli Alleati non furono in grado di spezzare in modo significativo il sistema difensivo tedesco, mentre le perdite furono piuttosto gravi: 66 morti e feriti.
La sera del 10 aprile 1945, Alexander decise di continuare l'offensiva secondo i piani con un'azione congiunta sul Fort Miles sul Forts con un gruppo d'assalto guidato dal tenente colonnello Lichtwitz. Il gruppo d'assalto era una creazione relativamente recente all'epoca, specializzato negli attacchi delle fortificazioni era armato con armi speciali, in particolare bazooka e lanciafiamme al fine di completare l'operazione. Il gruppo aveva diverse sezioni di assalto, ciascuna composta da sei tiratori di bazooka, sei mitragliatrici, lanciagranate, sei lanciafiamme e sei mitragliatrici. La sezione aveva anche diversi mortai leggeri con gusci di fumo.
La battaglia dell'11 aprile 1945 iniziò con una serie di contrattacchi tedeschi. Alle 03:00 tentarono invano di riconquistare una delle cime delle montagne. Alle 06:30 la sezione BIMP che occupava la cima settentrionale dello sperone della Forca, subì un altro attacco e dovette ritirarsi. Alle 08:00 prima dell'attacco combinato dei BIMP e dei carri armati leggeri, i tedeschi abbandonarono i campi di Cabanes Vieilles.
Nel primo pomeriggio, la BMXI ha conquistato Parpella Vaiercaout. Quattro sezioni del gruppo d'assalto, rinforzate con due sezioni del BMXI, sequestrarono Fort Milles. Alle 15:00 il BMIP tentò invano di riprendere la cima nord dello sperone di Forca.
La sera del secondo giorno, venne creata una breccia nel sistema di difesa dell'Authion, così gli Alleati erano in grado di camminare sul massiccio. I tedeschi, tuttavia, non erano apparentemente disposti a cedere la propria posizione ai francesi. Le loro reazioni all'inizio della giornata furono sempre molto violente. Alle 09:00 una compagnia all'interno del BIMP fu fermata prima di raggiungere lo sperone della Forca. Alle 18:00 i forti furono abbandonati dai tedeschi, che si ritirarono su Beole. Alle 20:30 la guarnigione dei Tre Comuni, violentemente sottoposta al fuoco di artiglieria, si arrese. I tedeschi, alla fine della giornata, iniziarono a vacillare. I prigionieri confessarono il loro stupore nel vedere carri armati in questi luoghi, ritenuti inpervi al passaggio di tali veicoli.

## Conseguenze
Il 12 aprile 1945 segnò l'ultimo giorno e il successo dell'operazione condotta sull'Authion, che pose fine alla seconda guerra mondiale in Francia.